# Apatura siamensis
Apatura siamensis är en fjärilsart som beskrevs av Hans Fruhstorfer 1913. Apatura siamensis ingår i släktet Apatura och familjen praktfjärilar. Inga underarter finns listade i Catalogue of Life.